# João Figueiredo (calciatore)
João Vitor Brandão Figueiredo, noto semplicemente come João Figueiredo (San Paolo, 27 maggio 1996), è un calciatore brasiliano naturalizzato malaysiano, attaccante del Johor Darul Ta'zim e della nazionale malaysiana.

## Carriera
Nel 2016 esordisce tra i professionisti giocando 3 partite nella prima divisione brasiliana con l'Atlético Mineiro; nel 2017 trascorre un periodo in prestito al Democrata-GV. Tra il 2018 ed il 2019 ha totalizzato complessivamente 39 presenze e 14 reti nella prima divisione lituana con il Kauno Žalgiris, club con cui ha anche giocato 2 partite nei turni preliminari della UEFA Europa League 2018-2019. Nella stagione 2019-2020 ha invece realizzato 11 reti in 34 presenze nella prima divisione greca con la maglia dell'OFI Creta.
In seguito ha giocato anche nella prima divisione emiratina ed in quella turca.

## Statistiche

### Presenze e reti nei club
Statistiche aggiornate al 21 aprile 2024.
| Stagione                   | Squadra                    | Campionato                 | Campionato | Campionato | Coppe nazionali | Coppe nazionali | Coppe nazionali | Coppe continentali | Coppe continentali | Coppe continentali | Altre coppe | Altre coppe | Altre coppe | Totale | Totale |
| Stagione                   | Squadra                    | Comp                       | Pres       | Reti       | Comp            | Pres            | Reti            | Comp               | Pres               | Reti               | Comp        | Pres        | Reti        | Pres   | Reti   |
| -------------------------- | -------------------------- | -------------------------- | ---------- | ---------- | --------------- | --------------- | --------------- | ------------------ | ------------------ | ------------------ | ----------- | ----------- | ----------- | ------ | ------ |
| 2016                       | Atlético Mineiro           | A                          | 3          | 0          | CB              | 0               | 0               | -                  | -                  | -                  | -           | -           | -           | 3      | 0      |
| 2017                       | Democrata-GV               | M1/MG                      | 6          | 0          | -               | -               | -               | -                  | -                  | -                  | -           | -           | -           | 6      | 0      |
| 2018                       | Kauno Žalgiris             | A                          | 22         | 4          | LT              | 2               | 3               | -                  | -                  | -                  | -           | -           | -           | 24     | 7      |
| 2019                       | Kauno Žalgiris             | A                          | 17         | 10         | LT              | 1               | 0               | UEL                | 2                  | 0                  | -           | -           | -           | 20     | 10     |
| Totale Kauno Zalgiris      | Totale Kauno Zalgiris      | Totale Kauno Zalgiris      | 39         | 14         |                 | 3               | 3               |                    | 2                  | 0                  |             | -           | -           | 44     | 17     |
| 2019-2020                  | OFI Creta                  | SLE                        | 24+9       | 9+2        | CG              | 3               | 1               | -                  | -                  | -                  | -           | -           | -           | 36     | 12     |
| ago.-set. 2020             | OFI Creta                  | SLE                        | 1          | 0          | CG              | 0               | 0               | UEL                | 1                  | 0                  | -           | -           | -           | 2      | 0      |
| Totale OFI Creta           | Totale OFI Creta           | Totale OFI Creta           | 25+9       | 9+2        |                 | 3               | 1               |                    | 1                  | 0                  |             | -           | -           | 38     | 12     |
| 2020-2021                  | Al-Wasl                    | PL                         | 23         | 10         | PC+CdL          | 2+6             | 1+3             | -                  | -                  | -                  | -           | -           | -           | 31     | 14     |
| 2021-2022                  | Gaziantep                  | SL                         | 34         | 8          | TK              | 4               | 2               | -                  | -                  | -                  | -           | -           | -           | 38     | 10     |
| 2022-gen. 2023             | Gaziantep                  | SL                         | 22         | 7          | TK              | 4               | 2               | -                  | -                  | -                  | -           | -           | -           | 26     | 9      |
| Totale Gaziantep           | Totale Gaziantep           | Totale Gaziantep           | 56         | 15         |                 | 8               | 4               |                    | -                  | -                  |             | -           | -           | 64     | 19     |
| gen.-giu. 2023             | İstanbul Başakşehir        | SL                         | 12         | 3          | TK              | 4               | 1               | -                  | -                  | -                  | -           | -           | -           | 16     | 4      |
| 2023-2024                  | İstanbul Başakşehir        | SL                         | 34         | 8          | TK              | 4               | 0               | -                  | -                  | -                  | -           | -           | -           | 38     | 8      |
| 2024-2025                  | İstanbul Başakşehir        | SL                         | 0          | 0          | TK              | 0               | 0               | UECL               | 1                  | 2                  | -           | -           | -           | 1      | 2      |
| Totale Istanbul Basaksehir | Totale Istanbul Basaksehir | Totale Istanbul Basaksehir | 46         | 11         |                 | 8               | 1               |                    | 1                  | 2                  |             | -           | -           | 55     | 14     |
| Totale carriera            | Totale carriera            | Totale carriera            | 207        | 61         |                 | 30              | 9               |                    | 4                  | 2                  |             | -           | -           | 241    | 72     |